# Suède propre

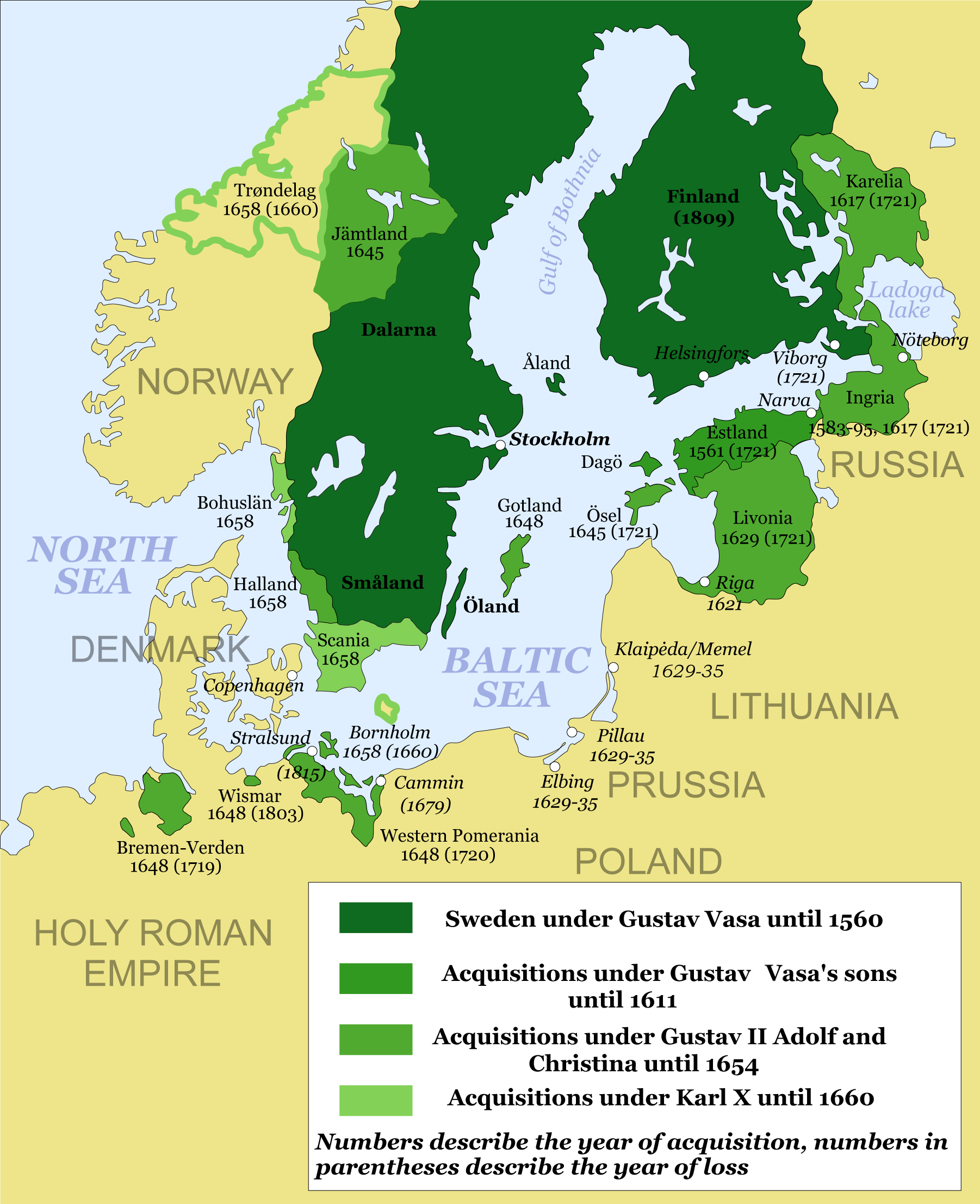
La Suède au maximum de son expansion territoriale après le Traité de Roskilde de 1658. La carte montre la Suède propre en vert foncé, tandis que les autres nuances de vert correspondent à ses dominions.

La Suède propre (suédois : Egentliga Sverige) est une appellation traditionnelle d'une partie de la Suède, constituée de ses trois grandes régions historiques (Götaland, Svealand et Norrland) et de la Finlande (jusqu'au Traité de Fredrikshamn de septembre 1809). Elle désigne les territoires pleinement intégrés dans le Royaume de Suède et représentés au Riksdag des États, par opposition à ses domaines et possessions, ou aux États en union avec elle.